# Тексас (филм, 1941)
„Тексас“ (на английски: Texas) е уестърн на режисьора Джордж Маршал, който излиза на екран през 1941 година.

## Сюжет
Двама ветерани от Конфедерацията, разорени и бездомни, си проправят път към Тексас. Tе стават свидетели на обир на дилижанс и успяват да оберат разбойниците и да вземат обратно парите. В този момент те са на различно мнение: „добрият“ Тод Рамзи иска да върнат парите, „лошият“ Дан Томас иска да ги задържи и да продължи. 
Тод поема работа в най-голямото местно ранчо (където е красивата и дружелюбна „Майк“ Кинг, дъщеря на собственика). Дан се натъква на различен вид работа в друго ранчо, което е специализирано в измами. И двамата са обърнали глави към прекрасната дама и битката на доброто и злото продължава.

## В ролите
| Актьор          | Роля              |
| --------------- | ----------------- |
| Уилям Холдън    | Дан Томас         |
| Глен Форд       | Тод Рамзи         |
| Клеър Тревър    | „Майк“ Кинг       |
| Джордж Банкрофт | Уинди Милър       |
| Едгар Бюканън   | Бъфорд „Док“ Торп |
| Дон Бедоу       | Шерифът           |
| Андрю Томбс     | Тенеси            |
| Адисън Ричардс  | Мат Лашан         |